# Antoine Payen
Pour les articles homonymes, voir Payen et Antoine Payen (homonymie).
Antoine Payen, né le 12 novembre 1792 à Bruxelles et mort le 18 janvier 1853 à Tournai,   est un peintre et naturaliste belge

## Biographie

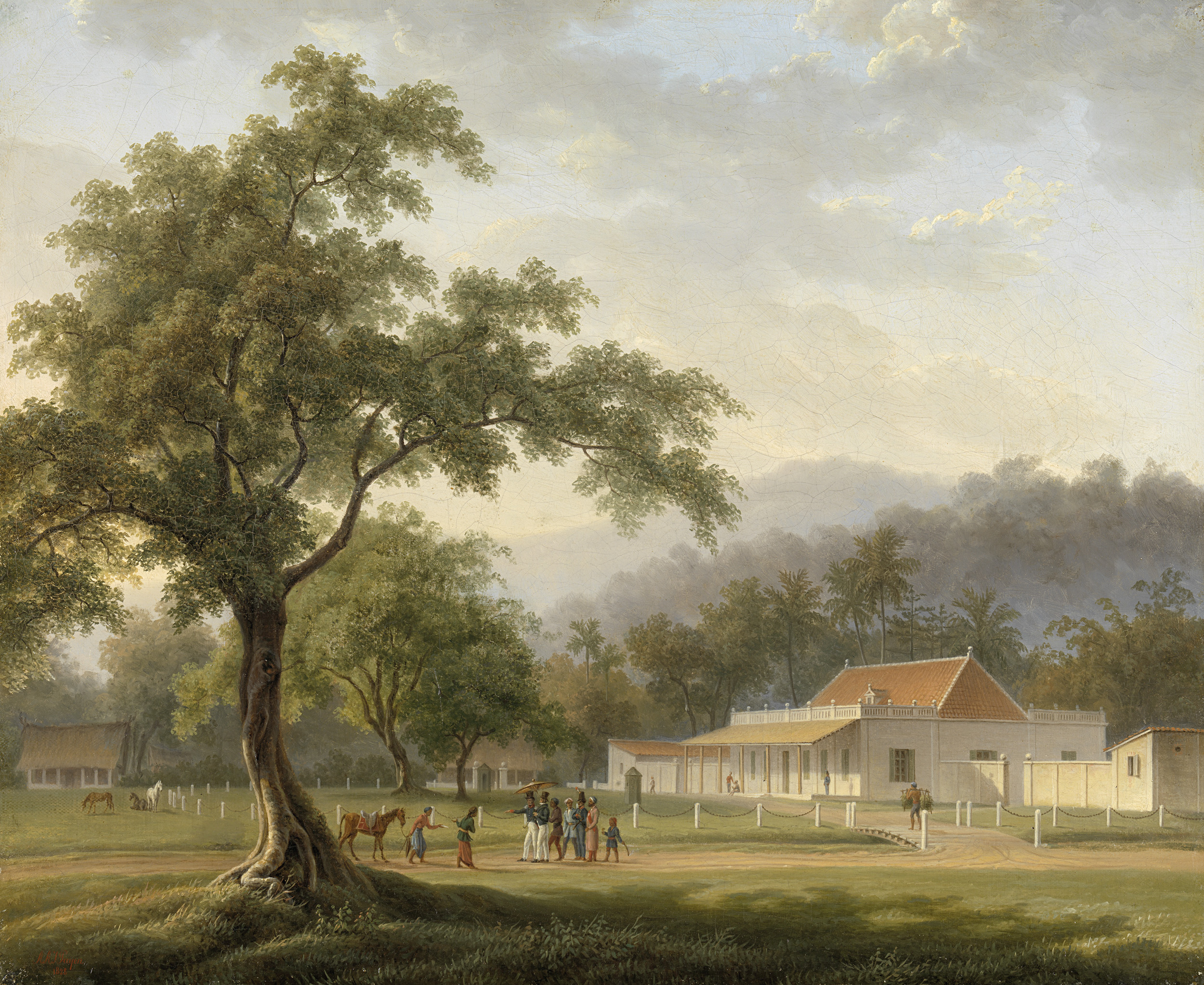

Son père Antoine dit «Le Vieux» (1749-1798), architecte et officier du Génie, était Tournaisien d'origine. Lorsqu'il meurt, sa veuve revient habiter Tournai avec le jeune Antoine qui a trois ans. Ses dispositions artistiques le décident à suivre les cours de l'Académie de dessin dirigé alors par Piat Sauvage. Il se rend ensuite à Bruxelles, et sous la conduite de Henri Van Assche, devient un des plus brillants élèves de l'Académie royale. En 1815, la Société des Beaux-Arts de Bruxelles ayant organisé un concours, le Salon de Bruxelles, Payen y obtient le premier prix pour un paysage d'après nature : Clair de lune à Marche-les-Dames. Ce succès lui vaut d'être nommé pensionnaire du roi des Pays-Bas, tandis que son tableau est acquis par le gouvernement.
Le roi Guillaume, ayant l'intention d'installer à La Haye une galerie indienne, appointe Payen peintre des Indes Néerlandaises en 1816 et l'envoie l'année suivante pour les Indes aux fins de reproduire les principaux sites et monuments des colonies hollandaises. Payen s'installe à Buitenzorg (Bogor aujourd'hui) et, pendant une quinzaine d'années, voyage dans les îles orientales. Durant toutes ses années, le peintre tiendra un journal relatant son anniversaire et ses découvertes.
Il ramena en Belgique une collection importante d'oiseaux et d'insectes qui se trouve actuellement au Musée d'histoire naturelle de Tournai.
À son retour, Payen s'établit à Bruxelles et se consacre exclusivement au paysages, puisant dans les souvenirs de son séjours aux Indes les principaux sujets. Il parcourt également les Ardennes pour peindre. Il se fit une grande renommée par des compositions aux gradations habilement ménagées, l'air et la lumière répandus à profusion et les détails traités avec infiniment de soins. Beaucoup de ses tableaux se trouvent dans les musées des Pays-Bas.
A Tournai, après le départ de Philippe-Auguste Hennequin en 1832, l'Académie de dessin resta sans directeur pendant six ans. Le cours supérieur n'étant plus enseigné, les élèves désertaient leurs études artistiques. En 1838, le Conseil communal de la ville élabora un nouveau règlement et appela à la direction Antoine Payen en janvier 1839. Celui-ci y remplit les fonctions de premier professeur de dessin, de peinture et de sculpture. Il sut donner une nouvelle impulsion et un certain éclat à l'établissement qu'il dirigea jusqu'à sa mort en 1853.